# Заріч'є (Ілезське сільське поселення)
Зарі́ч'є (рос. Заречье) — присілок у складі Тарногського району Вологодської області, Росія. Входить до складу Ілезського сільського поселення.

## Населення
Населення — 4 особи (2010; 8 у 2002).
Національний склад (станом на 2002 рік):
- росіяни — 87 %